# Imaginifer

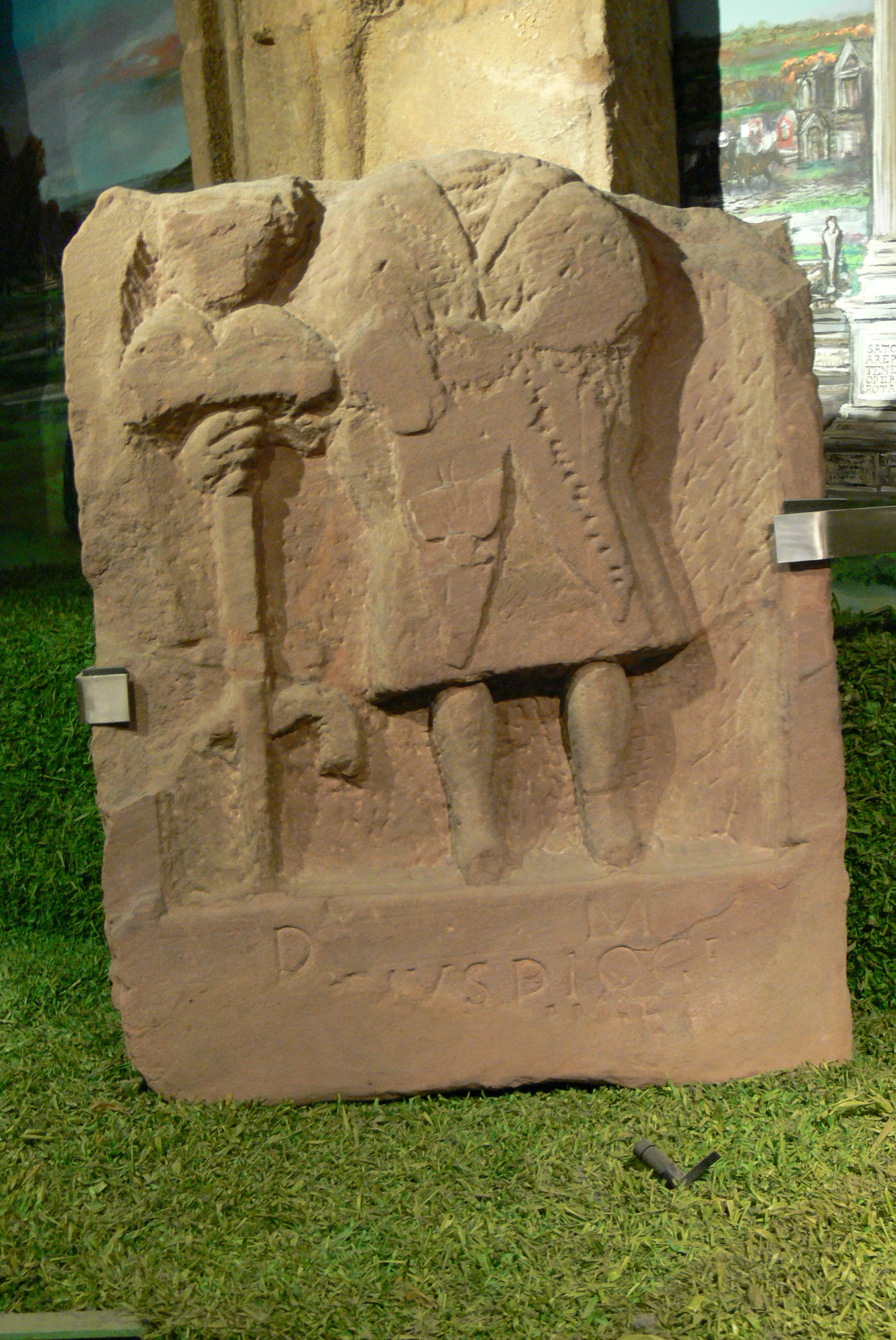
Grabstein des Imaginifers Aurelius Diogenes

Der Imaginifer war der Träger des Kaiserbildnisses in der römischen Armee.
Von einem nicht näher bestimmbaren Zeitpunkt der römischen Kaiserzeit an führten die Legionen neben den vom Aquilifer getragenen Legionsadler und dem vom Signifer getragenen Signum der Zenturien auch eine Darstellung des herrschenden Imperators (imago), die der Legion vorausgetragen wurde. Dieser Brauch wird von Vegetius bezeugt.
Details über diesen Dienstgrad und seine Einführung sind nicht bekannt; ebenso ist die Beschaffenheit des Kaiserbildnisses bislang nicht gewiss. Jedoch sind in erhalten gebliebenen antiken Inschriften die Namen mehrerer Imaginiferi unter Nennung dieses Dienstgrades und meist auch der Einheit, der sie angehörten, überliefert. So wurde im Legionslager Vetera bei Xanten eine Inschrift aufgefunden, die einen Septimius Mucatra als Imaginifer der Legio XXX Ulpia Victrix nennt; ein Quintus Titius als Imaginifer der Legio VIII Augusta ist aus einer Inschrift in Aquileia bekannt. Das Grabrelief des Imaginifer Genialis aus der Cohors VII Raetorum in Mainz stellt ihn mit dem Kaiserbildnis dar. Außer bei Legionen und Auxiliartruppen sind Imaginiferi auch bei den in Rom stationieren cohortes urbanae und vigiles bekannt.
Die Imaginiferi wurden auch von der Legion in besiegten Städten umhergeführt (oft durch ein Instrument akustisch unterlegt), um der Bevölkerung (auf den Fahnen) zu zeigen, wer ihr neuer Kaiser war. Dies wurde vor allem zur Erniedrigung der Einheimischen verwendet, doch auch als Kundgebung nach Kaiserwechseln. Manchmal wirkten solche Auftritte auf die Menschen so provokativ, dass es zu Ausschreitungen kam, etwa in Jerusalem aufgrund des jüdischen Bilderverbots.